# Aléxandrosz Kizirídisz
Aléxandrosz Kizirídisz, görögül: Αλέξανδρος Κυζιρίδης (Szkidra, 2000. szeptember 16. –) görög labdarúgó, a Michalovce játékosa.

## Pályafutása
A görög PAÓK-ban, a Vériában, a  Panaitolikószban és az Iraklíszban nevelkedett. 2019-ben debütált a harmadosztályban, mielőtt a Volos szerződtette volna. 2020–21-es idényben került a szlovák első osztályú Zlaté Moravce együtteséhez, ahol két szezon alatt 63 bajnoki mérkőzésen lépett pályára, és 11 gólt szerzett. 2022 augusztusától a Debreceni VSC játékosa lett.